# Coelogynopora alata
Coelogynopora alata är en plattmaskart som beskrevs av Tajika 1981. Coelogynopora alata ingår i släktet Coelogynopora och familjen Coelogynoporidae. Inga underarter finns listade i Catalogue of Life.